# Bolasyanahatti, Hukeri
Bolasyanahatti là một làng thuộc tehsil Hukeri, huyện Belgaum, bang Karnataka, Ấn Độ.